# Crespina Lorenzana
Crespina Lorenzana és un comune (municipi) de la província de Pisa, a la regió italiana de la Toscana. L'1 de gener de 2018 la seva població era 5.420 habitants.

## Geografia
Crespina Lorenzana limita amb els municipis de Casciana Terme Lari, Cascina, Collesalvetti, Fauglia, Orciano Pisano i Santa Luce.

### Subdivisions
El municipi contés les frazioni següents:
- Cenaia
- Crespina (seu municipal)
- Laura
- Lorenzana
- Tremoleto
- Tripalle

## Història
El municipi de Crespina Lorenzana va ser creat l'1 de gener de 2014, per la fusió dels municipis de Crespina i Lorenzana. La casa de la vila es troba a Crespina.